# Haptonema

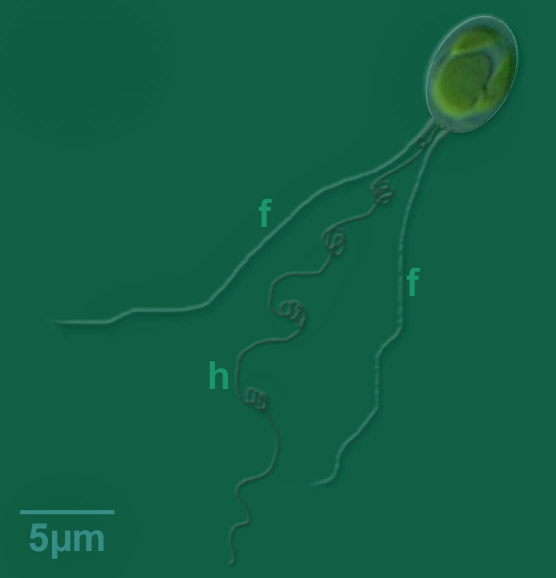
La haptófita Chrysochromulina mostrando los dos flagelos (f) y el haptonema (h).

Los haptonemas son orgánulos celulares similares a los flagelos pero que se diferencian de estos en su estructura y función. Se encuentran presentes en las células de las haptófitas. El haptonema no bate como los flagelos, pero puede encogerse y estirarse y entre sus funciones están la fijación al sustrato, el movimiento o apoyar la capacidad fagotrófica de algunas haptófitas. Presentan una estructura interna que consta de 7 microtúbulos simples que no parten de centriolos.